# Alloschizidium sardoum
Alloschizidium sardoum is een pissebed uit de familie Armadillidiidae. De wetenschappelijke naam van de soort is voor het eerst geldig gepubliceerd in 1933 door Arcangeli.